# Na inat
«Na inat» (укр. «Вперта») — пісня, з якою болгарська співачка Полі Генова представляла Болгарію на пісенному конкурсі Євробачення 2011. Пісня була виконана в другому півфіналі, 12 травня, але до фіналу не пройшла .